# PSD Bank Kiel
Die PSD Bank Kiel eG war eine Direktbank für Privatkunden mit Sitz in Kiel und gehörte der PSD Bankengruppe an. Ihr Geschäftsgebiet umfasste weite Teile des Bundeslandes Schleswig-Holstein. Der Südosten Schleswig-Holsteins (unter anderem die Hansestadt Lübeck und die Kreise Stormarn und Herzogtum Lauenburg) wurde jedoch von der PSD Bank Nord eG betreut. Im Jahr 2023 erfolgte die Fusion mit der PSD Bank Nord eG.

## Geschichte
Die PSD Bank Kiel eG wurde im Januar 1872 als Post-Spar- und Vorschussverein der Angehörigen der Reichspostdirektion zu Kiel gegründet. Im Jahr 1998 wurde der Geschäftsbetrieb auch auf Privatkunden außerhalb der ehemaligen Deutschen Bundespost ausgedehnt. 1999 erfolgte schließlich die Rechtsformänderung vom Wirtschaftlichen Verein zur Genossenschaft und Umfirmierung in PSD Bank Kiel eG. 

## Filialen
Die PSD Bank Kiel eG unterhielt neben der Hauptstelle in Kiel eine Filiale in Flensburg.